# Heloniopsis
Genre
Synonymes
- Hexonix Raf.
- Kozola Raf.
- Sugerokia Miq.

Heloniopsis est un genre de plantes à fleurs de la famille des Melanthiaceae, décrit pour la première fois comme genre en 1859,. Il est originaire d'Asie de l'Est (Japon, Taïwan, Corée, île de Sakhaline en Russie),.
Espèces
- Heloniopsis kawanoi (Koidz.) Honda – Nansei-shoto
- Heloniopsis koreana Fuse, N.S.Lee & M.N.Tamura – Corée
- Heloniopsis leucantha (Koidz.) Honda – Nansei-shoto
- Heloniopsis orientalis (Thunb.) Tanaka – Corée, Sakhalin, Japon
  - Heloniopsis orientalis var. flavida (Nakai) Ohwi – Corée
- Heloniopsis tubiflora Fuse, N.S.Lee & M.N.Tamura – Corée
- Heloniopsis umbellata Baker – Taïwan